# Céline Laporte
Céline Roseline Laporte (Cannes, 7 dicembre 1984) è una multiplista, ostacolista e lunghista seychellese con cittadinanza francese.

## Biografia
Laporte ha partecipato con i colori francesi ai Mondiali juniores del 2002, classificandosi tredicesima nell'eptathlon. L'anno seguente opta per giocare le future competizioni internazionali con le Seychelles, scelta che la porterà a vincere due medaglie ai campionati africani e partecipando ad un'edizione dei Giochi olimpici ad Atene 2004.

## Record nazionali
- 100 metri ostacoli: 13"70 (+1,3 m/s) ( Niort, 24 luglio 2004)
- Salto in lungo: 6,57 m (+0,8 m/s) ( Melbourne, 24 marzo 2006)
- Eptathlon: 5 684 p. ( Saint-Cyr-sur-Loire, 4-5 luglio 2005)
- Staffetta 4×400 metri: 3'52"38 ( Bambous, 6 settembre 2003) (Rency Larue, Céline Laporte, Bryna Anacoura, Joanna Hoareau)

## Palmarès
| Anno                               | Manifestazione           | Sede        | Evento         | Risultato | Prestazione | Note |
| ---------------------------------- | ------------------------ | ----------- | -------------- | --------- | ----------- | ---- |
| In rappresentanza della Francia    |                          |             |                |           |             |      |
| 2002                               | Mondiali juniores        | Kingston    | Eptathlon      | 13ª       | 4 967 p.    |      |
| In rappresentanza delle Seychelles |                          |             |                |           |             |      |
| 2003                               | Mondiali                 | Saint-Denis | 100 m hs       | Batteria  | 14"29       |      |
| 2003                               | Giochi panafricani       | Abuja       | Eptathlon      | dnf       | dnf         |      |
| 2004                               | Campionati africani      | Brazzaville | Eptathlon      | Bronzo    | 5 172 p.    |      |
| 2004                               | Giochi olimpici          | Atene       | 100 m hs       | Batteria  | 13"92       |      |
| 2005                               | Mondiali                 | Helsinki    | 100 m hs       | Batteria  | 14"00       |      |
| 2005                               | Giochi della Francofonia | Niamey      | Salto in lungo | Argento   | 6,24 m      |      |
| 2006                               | Giochi del Commonwealth  | Melbourne   | Salto in lungo | Bronzo    | 6,57 m      |      |
| 2006                               | Campionati africani      | Bambous     | Salto in lungo | 6ª        | 6,01 m      |      |
| 2006                               | Campionati africani      | Bambous     | Eptathlon      | Argento   | 4 932 p.    |      |